# Кирилло-Мефодиевский собор (Самара)
Кирилло-Мефодиевский собор в Самаре находится на Барбошиной поляне близ пересечения проспекта Кирова и Ново-Садовой улицы в Промышленном районе города.

## История
Решение о возведении в Самаре собора в честь Кирилла и Мефодия было принято в 1990-х гг. В 1994 г. архитекторы В. Л. Пастушенко, В. А. Самогоров разработали проект храма, положив в его основу крестово-купольную систему и выбрав для внешнего облика здания собора стиль неоклассицизма с применением дорического ордера. Для постройки храма был создан Попечительский совет, во главе которого встали основные благотворители — Лазарев А. В. и Эрнезакс О. В. За вклад в возведение храма в 1997 году их наградили медалями Даниила Московского III-й степени.
Для постройки храма был выбран участок у Поляны имени Фрунзе на Ново-Садовой улице. Генеральным подрядчиком строительства был выбран Стройтрест № 11. 3 июля 1994 года место постройки будущего храма было освящено Епископом Самарским и Сызранским Сергием. Здесь же был построен временный храм, и в нём 24 мая 1995 года в день памяти Святых равноапостольных Кирилла и Мефодия был освящён престол и проведена первая Божественная литургия.
15 сентября 1999 г. место строительства посетил Святейший Патриарх Московский и всея Руси Алексий II, от которого Кирилло-Мефодиевский собор получил в дар большие евхаристические сосуды.
В феврале 2000 года были освящены и установлены пять куполов Кирилло-Мефодиевского собора, и в этом же году возведение храма было завершено.
24 мая 2001 года архиепископ Сергий совершил первую Божественную литургию уже в новом здании храма. Рядом с храмом был установлен бронзовый памятник Кириллу и Мефодию, который был освящён 23 мая 2004 года.

## Описание
Кирилло-Мефодиевский собор является одним из самых больших в Самаре. Высота собора вместе с крестом достигает 57 метров, а высота колокольни составляет 73 метра. Вместимость храма — 3 тысячи человек. Основной купол весит 40 т.
Рядом с собором работает Духовно-просветительский центр «Кириллица».